# هاردوی
هاردوی (هندی: हरदोई: Hardoi) یک شهرستان در هند زیر مجموعه ایالت دولت اوتار پرادش می‌باشد.